# 東駅 (ブダペスト地下鉄)
座標: 北緯47度30分01秒 東経19度05分02秒 / 北緯47.50028度 東経19.08389度
東駅（ひがしえき、洪：Keleti pályaudvar [ˈkɛlɛtiˌpɑ̈ːjɒudvɒr]、ケレティ・パーヤウドヴァル、東駅）とはハンガリーブダペスト市に位置するブダペスト地下鉄2号線と4号線の駅で、ハンガリー国鉄ブダペスト東駅との乗換駅である。

## 駅構造
- 島式ホーム1面2線を有す地下駅。
- 2号線は深さ28.3m地点、4号線は深さ14.0m地点に存在する。

## 駅周辺
- ハンガリー国鉄ブダペスト東駅

## 歴史
- 1970年4月2日 - 2号線開業。
- 2014年3月28日 - 4号線開業。

## 隣の駅
ブダペスト地下鉄
■2号線
ブラハ・ルイザ広場駅 - 東駅 - プシュカーシュ・フェレンツ・シュタディオン駅
■4号線
ヨハネ・パウロ2世広場駅 - カールヴィン広場駅